# Archivo Histórico de Melilla
El Archivo Histórico de Melilla está situado en la ciudad de Melilla (España), y su sede se encuentra en el Hospital del Rey. El edificio a su vez está catalogado como Bien de Interés Cultural.

## Creación
El Archivo Histórico de Melilla fue creado en 1969 por una orden de 22 de octubre del Ministerio de Educación, modificada por otra posterior de 10 de octubre de 1970. En su etapa fundacional quedó constituido por los documentos del Museo Municipal, los protocolos de más de cien años de antigüedad del distrito notarial de Melilla, «y cuantos documentos puedan incorporarse al mismo cuando por su importancia o valor histórico merezcan su custodia y conservación en aquel Centro». En sus orígenes, quedaba a cargo de funcionarios del Ayuntamiento de Melilla, aunque «sujeto al régimen general de inspección o control de fondos» por parte del Ministerio de Educación.
En la actualidad, el AHML cuenta en sus fondos documentales con los protocolos notariales de las Escribanías de Guerra de las Plazas de Melilla, Vélez de la Gomera, Alhucemas e islas Chafarinas, que se remontan en su mayor parte a los siglos XVIII y XIX.

## Misión
La misión que tiene el Archivo Histórico de Melilla en particular y todos los Archivos del mundo en general no es otra que, recoger, conservar y poner a disposición de los ciudadanos los documentos producidos por la Administración pública en el ámbito de la provincia. Ellos suponen el testimonio de nuestra historia y de la actividad de la sociedad, y sobre ellos descansa en buena medida nuestra identidad cultural. Por ello, el Archivo es el responsable de la conservación del Patrimonio Documental, que todos los ciudadanos tienen derecho a conocer y disfrutar.

## Titularidad
El Archivo Histórico Provincial es una institución de titularidad estatal y gestión autonómica, desde que ésta fuera transferida a la Ciudad Autónoma de Melilla. Por ello, forma parte tanto del Sistema de Archivos del Estado como del Sistema Melillense de Archivos. Orgánicamente depende de la Consejería de Cultura, Dirección General de Instituciones del Patrimonio Histórico, y de su correspondiente Delegación Provincial.